# Danwel Demas
Danwel Demas (Paarl, 15 ottobre 1981) è un ex rugbista a 15 ed ex rugbista a 7 sudafricano, in carriera attivo nel ruolo di tre quarti ala e internazionale per il Sudafrica nella disciplina del rugby a 7.

## Biografia
Danwel nasce a Paarl, in Sudafrica.
Cresce nelle giovanili del Western Province, prima di approdare ai Pumas in Currie Cup. Nel 2005 passa ai Blue Bulls, rimanendovi per 4 stagioni e vincendo una Currie Cup e una Vodacom Cup; allo stesso tempo, nel 2006 e nel 2008 disputa 4 partite in Super 14 con i Bulls. Nel 2008 milita tra le file dei Boland Cavaliers e, successivamente, ai F.S. Cheetahs; dal 2009 al 2010 fa parte dell'organico della formazione dei Cheetahs in Super 14.
Nel 2010 arriva in Italia ingaggiato dagli Aironi, disputando una stagione di Celtic League ed esordendo in Heineken Cup.
Terminata l'esperienza in Europa, nel 2011 fa ritorno ai Boland Cavaliers e, dopo una parentesi ai Pumas, fa ritorno ai Cavaliers coi quali conclude la carriera professionistica al termine della stagione 2017.

### Carriera internazionale
Dal 2003 al 2007 è per cinque anni un punto fermo del gruppo della Nazionale sudafricana a 7, disputando annualmente le World Sevens Series, i XVIII Giochi del Commonwealth e i Giochi mondiali 2005, ai quali vince la medaglia d'argento. Nella stagione 2005-06 delle World Sevens Series il Sudafrica si classifica in terza posizione, mentre al termine di quella 2007-08 arriva secondo dietro alla Nuova Zelanda.
Nel 2009 viene selezionato negli Emerging Springboks che affrontano i British Lions in tour in Sudafrica; la partita terminò col punteggio di 13-13 anche grazie ad una meta di Demas siglata nei minuti finali.
Nel 2012 viene invece selezionato nei South African Barbarians North in occasione del match contro l'Inghilterra in tour in Sudafrica.

## Palmarès

### Rugby a 15
- Currie Cup: 1
Blue Bulls: 2006
- Vodacom Cup: 1
Blue Bulls: 2008

### Rugby a 7
- Dubai Sevens: 1
Sudafrica: 2006
- London Sevens: 1
Sudafrica: 2005
- Paris Sevens: 1
Sudafrica: 2006
- Singapore Sevens: 1
Sudafrica: 2004